# Релсберг
Релсберг (њем. Relsberg) општина је у њемачкој савезној држави Рајна-Палатинат. Једно је од 98 општинских средишта округа Кузел. Према процјени из 2010. у општини је живјело 174 становника. Посједује регионалну шифру (AGS) 7336086.

## Географски и демографски подаци
Релсберг се налази у савезној држави Рајна-Палатинат у округу Кузел. Општина се налази на надморској висини од 398 метара. Површина општине износи 3,8 km². У самом мјесту је, према процјени из 2010. године, живјело 174 становника. Просјечна густина становништва износи 46 становника/km².